# U.S. National Championships 1960
Die 80. U.S. National Championships fanden vom 2. bis zum 17. September 1960 im West Side Tennis Club in Forest Hills in New York, USA statt.
Titelverteidiger im Einzel waren Neale Fraser bei den Herren sowie Maria Bueno bei den Damen. Im Herrendoppel waren Roy Emerson und Neale Fraser, im Damendoppel Jeanne Arth und Darlene Hard die Titelverteidiger. Neale Fraser und Margaret Osborne duPont waren die Titelverteidiger im Mixed.

## Herreneinzel
Setzliste
| Nr. | Spieler        | Erreichte Runde |
| --- | -------------- | --------------- |
| 01. | Neale Fraser   | Sieg            |
| 02. | Rod Laver      | Finale          |
| 03. | Barry MacKay   | Achtelfinale    |
| 04. | Cliff Buchholz | 1. Runde        |

| Nr. | Spieler         | Erreichte Runde |
| --- | --------------- | --------------- |
| 05. | Bernard Bartzen | 1. Runde        |
| 06. | Roy Emerson     | 3. Runde        |
| 07. | Ronald Holmberg | Achtelfinale    |
| 08. | Bobby Wilson    | Viertelfinale   |